# Aechmea allenii
Espèce
Classification phylogénétique
Synonymes
- Pothuava allenii (L.B.Sm.) L.B.Sm. & W.J.Kress
- Ronnbergia petersii L.B.Sm.

Aechmea allenii est une espèce de plantes à fleurs de la famille des Bromeliaceae, endémique du Panama.

## Synonymes
- Pothuava allenii (L.B.Sm.) L.B.Sm. & W.J.Kress[2] ;
- Ronnbergia petersii L.B.Sm.[2].